# Контарини
Контарини (на италиански: Contarini) е знатна фамилия от Република Венеция, виден патрициански род (famiglie apostoliche).
Те принадлежат към дванадесетте знатни фамилии на Венеция и дават множество прочути мъже, между тях четирима патриарси и осем дожи на Венеция, 44 прокуратори, както и множество генерали, държавници, художници, поети и учени. Богатството на фамилията идва от търговия с африканското крайбрежие.
- Първият дож от фамилията е Доменико (1043-1071), 30-и дож;
- Джакопо Контарини, 47-и дож (1275-1280), завоюва градове в Далмация, Истрия и Романя;
- Андреа, 60-и дож (1368-1382), сключва мир с Австрия;
- Франческо, 95-и дож (1623–1624);
- Николо, 97-и дож (1630-1631), писател;
- Карло, 100-ти дож (1655-1656). При неговото управление венецианският адмирал Лазаро Мочениго побеждава турския флот при Дарданелите;
- Доменико II, 104-ти дож (1659 до 1674). При неговото управление е войната против турците за Кандия от 1663 до 1666;
- Алвизе Контарини, 106-и дож на Венеция (1676–1684);
- Елизабета Контарини e догареса. Тя е омъжена за дожа Франческо Дандоло‎;
- Контарина Контарини e догареса. Тя е омъжена за дожа Николо Марчело;
- Чечилия Контарини e догареса. Тя е омъжена за дожа Себастиано Вениер;
- Паола Контарини, омъжена за Джанфранческо Пизани и майка на 114-ия дож Алвизе Пизани.

Други членове на фамилията са били:
- Алвизе (* 23 април 1597, † 11 март 1651 във Венеция) отива през 1629 г. като венециански посланик в Париж при Луи XIII и при преговорите за Вестфалския мирен договор
- Амброджо, търговец и дипломат, пътувал до Персия
- Гаспаро, кардинал
- Джовани Матео (†1507), картограф
- Джовани Контарини (1549–1605), венециански художник
- Мафео Контарини († 1460), патриарх на Венеция
- Марко Контарини (1631–1689), прокуратор на Венеция
- Симоне Контарини (* 27 август 1563 във Венеция; † 10 януари 1633), венециански посланик на италински дворове, при Филип II от Испания, Луи XIII от Франция, Папа Павел V и при султан Мехмед III, известен и като латински поет.

Херцози на Атина
- 1451-1454: Бартоломео Контарини, херцог на Атина
- 1451-1454: Франческо I Контарини, херцог на Атина

## Палати и вили във Венеция и Тераферма с името Контарини
Във Венеция
- Ка д'Оро (Ca' d'Oro)
- Дворец „Контарини дел Боволо“ (Palazzo Contarini del Bovolo)
- Дворец „Контарини деле Фигуре“ (Palazzo Contarini delle Figure)
- Дворец „Контарини Фазан“ (Palazzo Contarini Fasan)

Вили във Венето
- Вила „Контарини“ (Villa Contarini) в Пиацола сул Брента
- Вила „Контарини“ (Villa Contarini) в Есте
- Вила „Контарини дели Армени“ (Villa Contarini "degli Armeni"), в Азоло
- Вила „Контарини Пива“ (Villa Contarini Piva), във Валногаредо, Чинто Еуганео
- Вила „Контарини Джованели Вениер“ (Villa Contarini Giovanelli Venier) във Во Векио, Во'
- Вила „Контарини Карер“ (Villa Contarini Carrer) в Порто Виро

Други
- Фонтан „Контарини“ (Fontana Contarini), в Бергамо
- Пл. „Контарена“ (Piazza Contarena) в Удине